# Dhammakaya-meditatie
Dhammakaya-meditatie is een benadering van boeddhistische meditatie uit Thailand, die is onderwezen door de meditatiemeester Phramongkolthepmuni (1884-1959). Het wordt in Thailand ook wel aangeduid als 'Vijja Dhammakaya', ofwel de 'kennis van Dhammakaya'. Dhammakaya is de zuivere kern die ieder mens in zichzelf kan vinden, in de vorm van een Boeddha. 'Dhammakaya' betekent letterlijk 'het lichaam (of de vorm) van de Dhamma (of verlichting, innerlijke ervaring van de leer van de Boeddha)'. De techniek wordt door de tempel Wat Phra Dhammakaya ook wel aangeduid als 'Middle Way Meditation'.
In Dhammakaya-meditatie begint men met de geest tot kalmte te brengen (samatha), en in een later stadium inzicht in de werkelijkheid te ontwikkelen (vipassana). De techniek volgt grotendeels de principes van de Visuddhimagga, een 5e-eeuwse Sri-Lankees standaardwerk over meditatie. Het belangrijkste kenmerk van de techniek is het middelpunt van het lichaam als stilstaand aandachtspunt. De meditatietechniek is zeer populair in Thailand en andere delen van Zuidoost-Azië en is wel omschreven als een wederopleving van samatha-meditatie in Thailand, nadat voor lange tijd de nadruk lag op enkel vipassana-meditatie zonder samatha.

## Oorsprong
De principes van Dhammakaya-meditatie werden ontdekt door Phramongolthepmuni in 1917, op een nacht met een volle maan in september, in Wat Botbon, Bangkuvieng, Nonthaburi. Hij bereikte in dat jaar een keerpunt in zijn leven waarop hij het gevoel kreeg dat hij in gebreke was gebleven als monnik, en besloot zijn leven te geven in meditatie. Dit deed hij door op de genoemde avond de beslissing te maken te blijven zitten mediteren totdat hij de kern van de leer van de Boeddha had bereikt, al zou hij daar zijn leven voor moeten bekopen. Phramongolthepmuni ontdekte diezelfde avond, na een innerlijke zoektocht, de principes die hij later zou omschrijven als Vijja Dhammakaya. Alhoewel hij bij verschillende meesters in de leer was gegaan voor zijn ontdekking, had het unieke aspect van Phramongolthepmuni's ontdekking te maken met een herinterpretatie van het woord Majjhima Patipadā, de middenweg waarover de Boeddha sprak in zijn eerste leerrede. Phramongolthepmuni geloofde dat er, naast de oorspronkelijke betekenis van het midden dat de twee uitersten overstijgt nog een tweede, diepere betekenis was die alleen ontdekt kon worden door meditatie, en die verder ging dan enkel ethiek of levenswandel. Hij ontdekte dat er een innerlijk pad in zichzelf gevonden kon worden, een innerlijk achtvoudig pad dat leidt naar de verlichting en enkel begaan kan worden door het verstillen van de geest.
In de laatste decennia is er nieuw bewijs aangevoerd dat Phramongolthepmuni's benadering zijn oorsprong zou vinden in Yogavacara-, Boran- of tantrische meditatie. Tijdens de wederopleving en modernisering van het Thais Boeddhisme in de 18e en 19e eeuw (in het bijzonder ten tijde van Rama IV), werden Thaise tempels op grote schaal onder druk gezet op de Birmese meditatiemethode van Mahasi Sayadaw over te stappen, die beschouwd werd als moderner en meer gefundeerd in geschriften dan meer traditionele methoden. Phramongkolthepmuni wist de druk echter te weerstaan, waardoor Dhammakaya-meditatie overleefde. Boran-meditatievormen hebben daarom met Dhammakaya-meditatie gemeen dat ze afstammen uit een tijd dat de modernisering nog niet volledig was doorgedrongen. Bepaalde onderzoekers houden het zelfs voor mogelijk dat er sprake is van een voorloper die teruggaat tot de tijd van de Boeddha. Het magische, en vaak ook tantrische karakter van de Boran-meditatievormen lijkt echter wel zeer in te druisen tegen de houding van Phramongolthepmuni. In bijna alle teksten over hem die zijn verschenen, wordt hij voorgesteld als iemand die magie afzwoer en zelfs ertegen streed als niet essentieel aan de leer van de Boeddha. Meer onderzoek naar de aard van Boran-meditatie is dus noodzakelijk om enige conclusies te kunnen trekken hieromtrent.
Wat wel algemeen bekend is onder beoefenaars van Dhammakaya-meditatie, is dat de mantra Sammā Arahaṁ (de woorden die in Dhammakaya-meditatie steeds worden herhaald in het beginstadium van meditatie) reeds in zwang was in het Thais Boeddhisme voor de opkomst van Dhammakaya-meditatie.

## Onderricht
Nadat Phramongkolthepmuni als abt werd aangesteld in Wat Paknam Phasicharön, begon hij met regelmaat les te geven in Dhammakaya-meditatie aan geïnteresseerden in het algemeen. Later begon hij een 'meditatiefabriek' (Thais: โรงงานทำวิชชา), waar hij mediteerde met een groep van zijn meest bedreven beoefenaars, om het hoogste niveau van inzicht in de werkelijkheid te ontwikkelen. Tegenwoordig wordt Dhammakaya-meditatie onderwezen door verschillende tempels in Thailand, die in de traditie staan van Wat Paknam. In het Nederlands taalgebied is er een vestiging van Wat Phra Dhammakaya in Lede, Oost-Vlaanderen, België.

## Het samatha-stadium
Zoals veel vormen van Boeddhistische meditatie, kent Dhammakaya-meditatie een samatha-stadium en een vipassana-stadium. Overeenkomstig de principes van samatha-meditatie zoals beschreven in de Visuddhimagga, oefent de beoefenaar zich in concentratie en wel in verschillende stappen:
1. Eerst begint de beoefenaar met het voorbereidend teken (parikamma-nimitta), d.w.z. men visualiseert zich iets in het middelpunt van het lichaam. Deze visualisatie kan gebaseerd zijn op een extern voorwerp waar men een tijdje naar heeft gekeken. Het middelpunt van het lichaam waar men iets visualiseert ligt ter hoogte van tweemaal de breedte van een vinger boven de navel, in het exacte midden van de romp. Om mensen te helpen dit punt in hun lichaam te vinden, liet Phramongkolthepmuni mensen meestal hun aandacht langs zeven punten bewegen door hun lichaam, om uiteindelijk uit te komen bij het middelpunt van het lichaam als eindbestemming. Het beeld dat hij dan vervolgens mensen liet visualiseren, was een Boeddha, gezeten in een halve-lotushouding.[7] Er zijn echter gevallen bekend dat hij meditatie onderwees aan mensen van andere religies dan het Boeddhisme, en hij een kristallen sfeer liet visualiseren.[5] Naar analogie van de woorden die in de Visuddhimagga worden gebruikt als een soort van mantra's, in met name de kleurenvisualisaties, worden in Dhammakaya-meditatie gewoonlijk de woorden 'Sammā Arahaṁ' mentaal telkens weer herhaald. Sammā Arahaṁ is een verwijzing naar twee eigenschappen van de Boeddha, namelijk 1) 'volkomen ontwaakt' (door eigen kracht), in het Pali Sammā-sambuddha, en 2) 'waardig, verlicht', in het Pali Arahatta, vervoegd als Arahaṁ.[14] De woorden Sammā Arahaṁ worden telkens herhaald, tot de beoefenaar meer geconcentreerd raakt, waarna de mantra kan worden achtergelaten.
2. Door regelmatige oefening bereikt de beoefenaar het volgende stadium van het verworven teken (uggaha-nimitta), d.w.z. een beeld dat als vanzelf verschijnt. Vervolgens concentreert de beoefenaar zich op dit beeld verder, en hoeft hij niet langer het beeld actief te visualiseren. Het verworven teken is helderder dan het voorbereidend teken.
3. Door zich verder te bekwamen, bereikt de beoefenaar uiteindelijk het stadium van het tegenhanger-teken (paṭibhāga-nimitta), waarbij men het beeld door eigen wil kan vergroten of verkleinen.

Na deze drie stadia, bereikt men de jhana's, diepere concentratiestadia, die uiteindelijk leidde tot het punt dat men vipassana kan gaan beoefenen. Daarbij beschreef Phramongkolthepmuni wel een tussenstadium dat hij het Eerste Pad (Thais: ปฐมมรรค) noemde, wat leidt tot de jhana's. Tevens wordt in Dhammakaya-meditatie elk van de jhana's gelijkgesteld aan een innerlijke vorm of lichaam, dat voor alle beoefenaars er hetzelfde uitziet. In totaal zijn er 17 van zulke innerlijke lichamen, maar Phramongkolthepmuni sprak gewoonlijk van achttien lichamen, waarbij hij het fysieke lichaam ook meerekende. De laatste acht van deze innerlijke lichamen komen overeen met de graden van verlichting. Dat wil zeggen, dat als iemand deze stadia op volledig stabiele wijze heeft bereikt, hij daarmee die graad van verlichting bereikt. De laatste tien innerlijke lichamen noemde Phramongkolthepmuni de Dhammakaya-lichamen, waar de naam van de benadering vandaan komt.

## Het vipassana-stadium
Met het vipassana-stadium wordt in de benadering van Dhammakaya later begonnen dan in de meeste meditatietradities. Dit komt omdat de beoefenaar eerst een stabiele aandacht moet hebben ontwikkeld, om helder inzicht in de werkelijkheid te kunnen verwerven. Na de Dhammakaya-lichamen te hebben bereikt, kan de beoefenaar de werkelijkheid leren begrijpen door het 'oog van de Dhammakaya'. Dit omvat onderwerpen zoals de drie kenmerken van het bestaan: onbestendigheid, lijden en niet-zelf. Hierdoor weet men uiteindelijk de verlichting te bereiken, het uiteindelijke doel van Boeddhistische meditatie.

## Onderzoeksresultaten
In de laatste decennia zijn er verschillende onderzoeken gedaan naar de effecten van Dhammakaya-meditatie op de beoefenaar. Onderzoek heeft uitgewezen dat de meditatie het tolereren van stress bevordert, depressie verlaagt en een positieve relatie heeft met goede eigenschappen zoals zelfdiscipline.